# Salut les Cubains
Salut les Cubains (Brasil: Saudações, cubanos! ) é um curta-metragem de 1963 escrito e realizado por Agnès Varda, a partir de fotografias tiradas por Varda quatro anos após a revolução cubana.

## Precedentes
Após a revolução cubana, um grande número de pensadores do cenário intelectual da França se manifestou a favor das políticas que estavam sendo implementadas por Fidel Castro - muitos desses desenvolveriam colaborações com o governo cubano no campo das artes e cultura. Salut les Cubains foi fruto de uma dessas parcerias - entre Agnès Varda e o governo de Cuba, por meio do Instituto Cubano del Arte e Industria Cinematográficos.

## Sinopse
Quatro anos após a chegada de Fidel Castro, Agnès Varda trouxe de volta de Cuba 1.800 fotos e as transformou em um documentário educativo e divertido, misturando a narração de Michel Piccoli e Varda com a música tradicional cubana.

## Prêmios
- 1964: Medalha de Bronze na Mostra Internacional de Documentários de Veneza.[1]
- Pomba de Prata no Festival de Leipzig.[1]